# ウィンド・オブ・チェンジ (スコーピオンズの曲)
「ウィンド・オブ・チェンジ」 (Wind of Change) は、ドイツのロックバンド、スコーピオンズのボーカリスト、クラウス・マイネ作曲によるパワーバラードである。1990年のアルバム『クレイジー・ワールド』に収録されたが、最初は世界でヒットシングルにはならず、1991年8月にソビエト連邦で起こった反ゴルバチョフ勢力による軍事的クーデターが市民らの抵抗に遭い失敗した直後、ドイツをはじめとするヨーロッパ諸国でチャートのトップに輝き、アメリカでは4位、イギリスでは2位となった。後に、1995年のライブアルバム『ライヴ・バイツ』や2000年のベルリン・フィルハーモニー管弦楽団とのアルバム『栄光の蠍団〜モーメント・オブ・グローリー』、及び2001年のアンプラグドアルバム『アコースティック・ライヴ』に収録された。
世界でシングルはミリオンセラーとなり、史上最も売り上げの多いシングルの1つとなった。スコーピオンズは、ドイツのアーティスト、バンドによる最も売り上げの多いシングルを記録した。
また、バンドはこの曲のロシア語バージョンを「Ветер перемен (Veter Peremen)」という題で、スペイン語バージョンを「Vientos de Cambio」という題でそれぞれレコーディングしている。1991年、バンドはこの曲のシングルのゴールドレコードをミハイル・ゴルバチョフへ贈った。
2023年2月、2009年11月からYouTubeで公開されている当楽曲のミュージック・ビデオの再生回数が10億回を突破した。

## 背景・作詞
東側諸国の間で社会主義の政治が衰え、緊張が強くなり始め、冷戦が終結した1989年、ソ連のグラスノスチを祝う歌詞となっている。この曲は冷戦終結の讃歌ともいわれている。
スコーピオンズは、1989年にモスクワを訪問した際の影響から作曲され、歌詞の最初にはこの都市の名所が歌われている。
I follow the Moskva
Down to Gorky Park
Listening to the wind of change
モスクワへと向かう
ゴーリキイ公園へ
改革の風の音を聞きながら
このモスクワとは、モスクワを通って流れる川であり（都市名と川はロシア語で同一名である）、ゴーリキイ公園は、有名な共産主義の作家、マクシム・ゴーリキーに因んだモスクワの遊園地である。
さらに、ロシアの民族楽器で、多少ギターに似た弦楽器のバラライカについても触れている。
For peace of mind
Let your balalaika sing
What my guitar wants to say
心の平和のために
そのバラライカで歌おう
僕のギターが言うように

2022年にロシアのウクライナ侵攻が発生したのをきっかけに、ライブでは歌詞の一部を変更したものを披露するようになった。これについてボーカルのクラウス・マイネは、「ウクライナでこのような悲惨な戦争が起きているときに、“モスクワへ向かう、ゴーリキー公園へ”などとロシアを理想化して歌っている場合ではないと考えた。僕は、ウクライナを支援すると表明したかった。」と明かしている。しかし皮肉にも、ウクライナ侵攻の張本人であるロシア大統領ウラジーミル・プーチンは、1991年の反ゴルバチョフの軍事的クーデター当時、ソ連の民主化のためにクーデターに抵抗したレニングラード市長アナトリー・サプチャークの側近であった。
差し替えの歌詞は、新型コロナウイルス禍に行われたスコーピオンズとYOSHIKIのコラボレーションで初めて演奏された。この演奏は2023年の音楽ドキュメンタリー映画『YOSHIKI: UNDER THE SKY』で公開された後、ミュージックビデオとしてYOSHIKIが監督を務め、YouTubeで公開された。

## 構成
「ウィンド・オブ・チェンジ」は、クラウス・マイネの有名な口笛と共に、マティアス・ヤプスの演奏するクリーンギターのイントロで始まる。ギターソロは、ルドルフ・シェンカーによって演奏される。当初ルドルフ・シェンカーは曲が素晴らしいと思ってはいたが口笛がどうも気に入らず、他の楽器に変更しても上手くいかず、そのため結局は口笛になった。しかし後にラジオで流れる「ウィンド・オブ・チェンジ」を聞いてルドルフは口笛の印象がこの曲に与える効果を認めるに至った。

## 人気
2005年、ドイツのテレビネットワーク、第2ドイツテレビの視聴者が、この曲を世紀の歌として選んだ。ドイツでは史上最も売り上げの多い曲であり、この国だけで600万枚を売り上げたという。また、ベルリンの壁崩壊の映像を見せるテレビ番組で頻繁に流されている。ドイツでは、この曲は、ドイツ統合の歌や希望のメッセージの歌として記憶される。

## 曲の使用
- イギリスの人気サッカー番組『Soccer AM』では、海外へのイギリスの軍隊の感謝に『ウィンド・オブ・チェンジ』を使用した。
- テレビゲーム『SingStar Rocks!』で使用され、SingStoreからダウンロード可能なコンテンツとして追加された。
- テレビ番組『CHUCK/チャック』のエピソード『Chuck Versus the Seduction Impossible』で使用された。
- 『トップ・ギア』のエピソード2で、ザ・スティグの「ドイツのいとこ」の導入の間に聴くことができる。
- 『In Search of a Midnight Kiss』（2008年夏にIFCによって配信された）で、作者/監督のアレックス・ホールドリッジは、映画のキャラクターが『ウィンド・オブ・チェンジ』の即興バージョンを、運の変わり目が祝福される映画の終盤で歌った。
- 『コール オブ デューティ ブラックオプス』のベルリンの壁の予告編に使用された。
- 香港のポップ歌手、アラン・タムは、1992年のアルバム『Lover』で『再等幾天 (Wait a few More Days)』として、広東語バージョンを収録した。

## 収録曲
| CD maxi ヨーロッパ 1. "Wind of Change" – 5:10 2. "Tease Me Please Me" – 4:44 アメリカ 1. "Wind of Change" – 5:10 2. "Restless Nights" – 5:44 3. "Big City Nights" (live) – 5:10 | 7" single 1. "Wind of Change" – 5:10 2. "Restless Nights" – 5:44 |

## チャートと売り上げ
| チャート (1991年)                           | ピーク 順位 |
| ------------------------------------------- | ----------- |
| オーストラリア (ARIA)                       | 7           |
| オーストリア (Ö3 Austria Top 40)            | 1           |
| ベルギー (Ultratop 50 Flanders)             | 2           |
| カナダトップシングルス (RPM)                | 10          |
| フランス (SNEP)                             | 1           |
| ドイツ (GfK Entertainment charts)           | 1           |
| アイルランド (IRMA)                         | 2           |
| オランダ (Dutch Top 40)                     | 1           |
| ニュージーランド (Recorded Music NZ)        | 17          |
| ノルウェー (VG-lista)                       | 1           |
| スウェーデン (Sverigetopplistan)            | 1           |
| スイス (Schweizer Hitparade)                | 1           |
| UK シングルス (The Official Charts Company) | 2           |
| U.S. Billboard Hot 100                      | 4           |
| U.S. Billboard Hot Mainstream Rock Tracks   | 2           |

| 年間チャート (1991年) | 順位 |
| --------------------- | ---- |
| オーストラリア        | 43   |
| オーストリア          | 1    |
| カナダ                | 94   |
| フランス              | 3    |
| ドイツ                | 1    |
| オランダ              | 8    |
| スイス                | 1    |
| アメリカ              | 39   |

| 国             | 資格     | 年月日        | 売り上げ  |
| -------------- | -------- | ------------- | --------- |
| オーストラリア | プラチナ | 1991年        | 50,000    |
| オーストリア   | プラチナ | 1991年11月7日 | 30,000    |
| フランス       | ゴールド | 1991年        | 250,000   |
| ドイツ         | プラチナ | 1991年        | 6,000,000 |
| イギリス       | シルバー | 1991年10月1日 | 200,000   |
| アメリカ       | ゴールド | 1991年4月9日  | 500,000   |

### 功績
| 受賞や功績                                                                     | 受賞や功績                                                                                        | 受賞や功績                                                                                           |
| ------------------------------------------------------------------------------ | ------------------------------------------------------------------------------------------------- | --- |
| 先代 エニグマ "Sadeness Part I"                                                | SNEPシングル1位 1991年3月9日 – 1991年4月20日 (7週間)                                              | 次代 ミレーヌ・ファルメール "Désenchantée"                                                           |
| 先代 シェール "The Shoop Shoop Song"                                           | ノルウェーシングル1位 21/1991 (1週間) 23/1991 (1週間)                                             | 次代 シェール "The Shoop Shoop Song" ポール・ヤング and ズッケロ "Senza una donna (without a Woman)" |
| 先代 ロクセット "Joyride"                                                      | スウェーデンシングル1位 1991年5月8日 – 1991年6月19日 (7週間)                                      | 次代 ポール・ヤング and ズッケロ "Senza una donna (without a Woman)"                                 |
| 先代 ロクセット "Joyride" ロクセット "Joyride" デ・ラ・ソウル "Ring Ring Ring" | スイスシングル1位 1991年5月26日 (1週間) 1991年6月9日 (1週間) 1991年7月7日 – 1991年7月14日 (2週間) | 次代 ロクセット "Joyride" デ・ラ・ソウル "Ring Ring Ring" クリスタル・ウォーターズ "Gypsy Woman      |
| 先代 ロクセット "Joyride"                                                      | ドイツシングル1位 1991年5月31日 – 1991年8月9日 (11週間)                                           | 次代 ケイト柳井 "Summer Dreaming (Bacardi Feeling)"                                                  |
| 先代 ロクセット "Joyride"                                                      | ヨーロッパシングル1位 1991年6月1日 – 1991年6月15日 (3週間)                                        | 次代 シェール "The Shoop Shoop Song"                                                                 |
| 先代 ティミーT "One More Try"                                                  | オランダシングル1位 1991年6月1日 – 1991年6月15日 (3週間)                                          | 次代 クリスタル・ウォーターズ "Gypsy Woman"                                                          |
| 先代 シェール "The Shoop Shoop Song"                                           | オーストリアシングル1位 1991年7月7日 – 1991年9月1日 (9週間)                                       | 次代 ケイト柳井 "Summer Dreaming (Bacardi Feeling)"                                                  |